# Hicham Louissi
Hicham Louissi, né le 19 janvier 1976 à Casablanca, est un footballeur marocain, capitaine évoluant au poste de défenseur au sein du Wydad AC , deuxième joueur le plus capé dans l'histoire du club avec 374 matches .

## Biographie
Il a joué son premier match avec le Wydad en 2000. Venu du Rachad Bernoussi, ce joueur a évolué en tant que milieu défensif avant de revenir pour renforcer l'axe défensif. 
Ce joueur avait reçu une offre de l'Al Rayyan Club de Qatar pour la saison 2008/2009 mais le club casablancais a refusé cette offre en raison de l'importance du joueur pour le Wydad.

## Sélection en équipe nationale
| Caps | Date       | Match            | Lieu      | Score | Compétition |
| 1    | 04/06/2006 | Colombie - Maroc | Barcelone | 2 - 0 | Amical      |
| ---- | ---------- | ---------------- | --------- | ----- | ----------- |

## Clubs
- 1998-1999 : Rachad Bernoussi ( Maroc)
- 1999-2000 : Al Nasr ( Koweït)
- 2000-2012 : Wydad AC ( Maroc)
- 2012-2013 : Rachad Bernoussi ( Maroc)

## Palmarès
Wydad AC
- Champion du Maroc en 2006 et 2010
- Vainqueur de la Coupe du Trône en 2001
- Vainqueur de la CAF Coupe des Coupes en 2002
- Vice-Champion du Maroc en 2002
- Finaliste de la Coupe du Trône en 2003 et 2004
- Finaliste de la Ligue des champions arabes en 2008 et 2009

### Trophées individuels
- Meilleur sportif marocain de l'année 2006
- Meilleur défenseur marocain de l'année 2006
- Meilleur but au Maroc de l'année 2006
- Meilleur défenseur marocain de l'année 2010